# Darja Diejewa
Darja Siergiejewna Diejewa, ros. Дарья Сергеевна Деева (ur. 2 września 1990 w Jekaterynburgu) – rosyjska pływaczka, specjalizująca się głównie w stylu klasycznym. 
3-krotna brązowa medalistka mistrzostw Europy na basenie 25 m.
Uczestniczka igrzysk olimpijskich w Londynie (2012) na 100 m żabką (23. miejsce).